# David Lafata
David Lafata, född 18 september 1981 i České Budějovice, Tjeckoslovakien, är en tjeckisk fotbollsspelare som sedan 2013 spelar för den tjeckiska klubben Sparta Prag och Tjeckiens fotbollslandslag.